# Weddin
Weddin ist ein zur Ortschaft Boßdorf zählender Ortsteil von Lutherstadt Wittenberg im Landkreis Wittenberg in Sachsen-Anhalt.

## Geografie

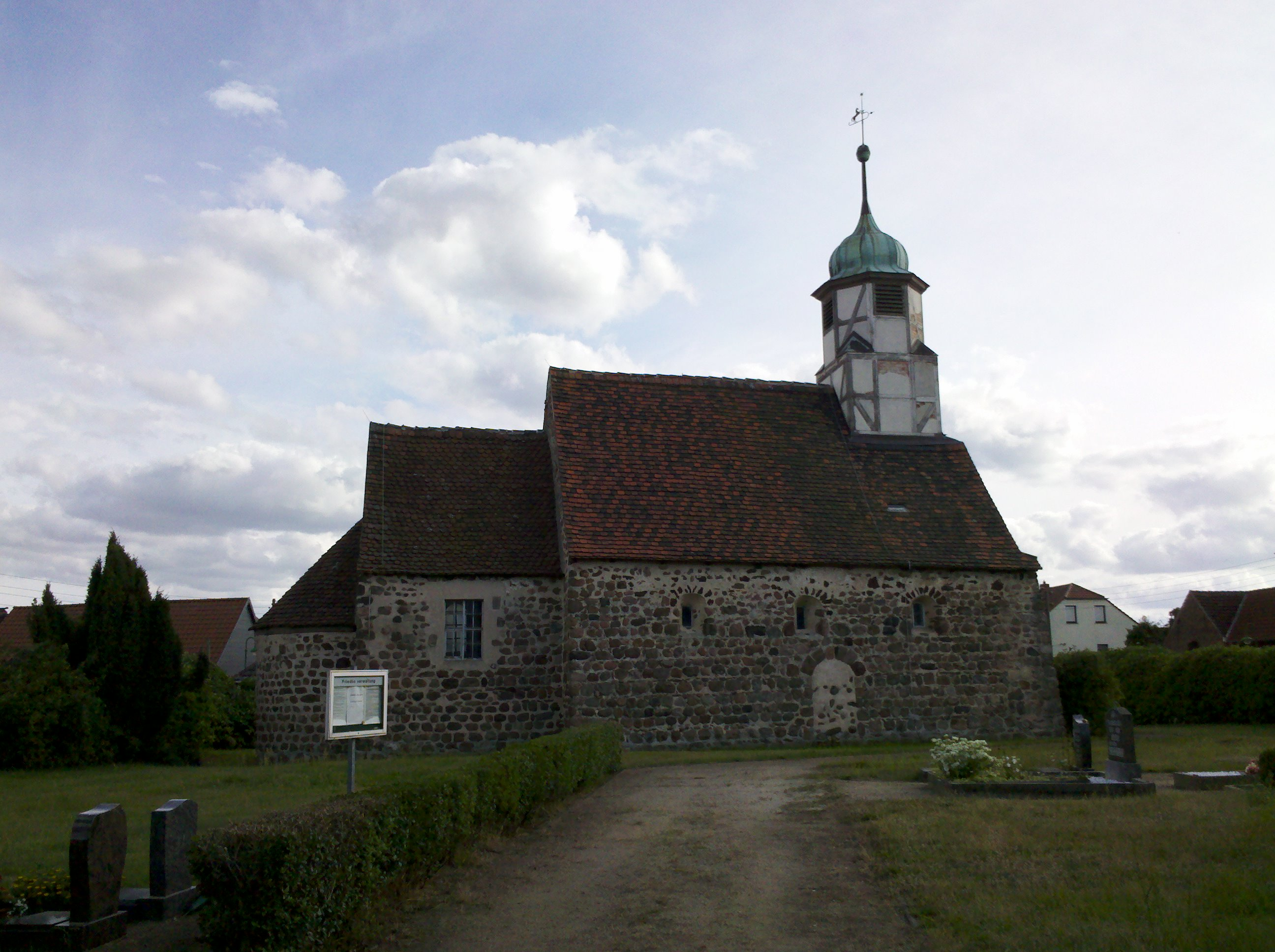
Kirche Weddin

Der Ort liegt im Höhenzug Fläming, zwölf Kilometer nördlich von Lutherstadt Wittenberg. Nachbarorte sind Boßdorf im Norden, Assau im Nordosten, Kropstädt und Jahmo im Südosten,  Mochau im Süden, Grabo und Berkau im Südwesten sowie Kerzendorf im Nordwesten.

## Geschichte
Weddin gehörte seit 1816 zum Landkreis Wittenberg in der preußischen Provinz Sachsen. Mit der Auflösung Preußens im Jahr 1947 wurde der Kreis dem neu gebildeten Land Sachsen-Anhalt zugeordnet. Von 1952 bis 1990 lag der Ort im DDR-Bezirk Halle und gehört seitdem wieder zum Land Sachsen-Anhalt.
Die selbstständige Gemeinde Weddin wurde am 1. Juli 1950 nach Kerzendorf eingemeindet. Kerzendorf wiederum wurde am 11. Oktober 1965 nach Boßdorf eingemeindet. Boßdorf ist seit dem 1. Januar 2010 Ortsteil von Lutherstadt Wittenberg.

## Verkehr
Weddin liegt an der Kreisstraße K 2012 zwischen Boßdorf und der Bundesstraße 2 bei Köpnick.